# Francisco de Assis Rosa e Silva
Francisco de Assis Rosa e Silva (Recife, 4 octobre 1856 - Rio de Janeiro, 1er juillet 1929) était un homme d'État brésilien, vice-président de la République de 1898 à 1902 dans le gouvernement de Manuel Ferraz de Campos Sales.

## Biographie
Formé à la faculté de droit de Recife, il fut député provincial en 1882 et député général de 1886 à 1889. Toujours durant l'Empire il fut ministre de la Justice.
Il a ensuite été député à l'Assemblée constituante de 1890 et les deux législatures suivantes, et a été président de Chambre des représentants entre 1894 - 1895. Il a été élu sénateur du Pernambouc en 1895, poste duquel il démissionna en 1898 pour occuper celui de vice-président.
À la fin de son mandat de vice-président, il retourna au Sénat, où il termina sa carrière politique.